# Fünfklang

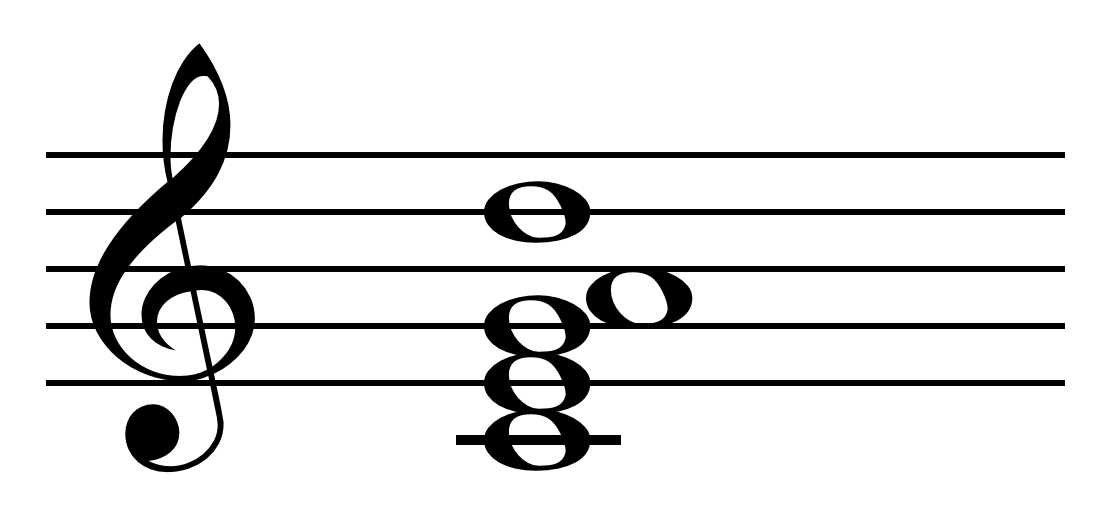
Der C^{6/9} – ein Fünfklang, der im Jazz zum harmonischen Standardrepertoire zählt, in klassischer Musik jedoch (wie die meisten anderen Fünfklänge auch) eher zur Ausnahme als zur Regel zählt.

Der Begriff Fünfklang bezeichnet in der Musik einen Akkord, bei dem fünf Töne zur gleichen Zeit erklingen. Wichtig ist hierbei, dass es sich um verschiedene Töne handelt; somit gilt z. B. ein C-Dur-Dreiklang c' - e' - g' - c'' -e'' als Dreiklang, da es sich bei zwei Tönen dieses Akkordes lediglich um Tonverdopplungen handelt (wie in diesem Fall doppelter Grundton und doppelte Terz).
In konventioneller Musik treten Fünfklänge seltener auf als Dreiklänge und Vierklänge. Die wohl prominenteste Ausnahme bildet die Jazzmusik, da hier ein größerer Teil des eingesetzten harmonischen Materials auf Fünfklängen basiert. Hier sind Septakkorde, welche mit Optionstönen angereichert wurden, besonders häufig. Beispiele hierfür sind Cmaj9 oder C7(b9).
Je nach Epoche sind Fünfklänge aber auch in der klassischen Musik anzutreffen, im Besonderen als Dominantseptnonakkord, der gegenüber dem viel verbreiteteren, normalem Dominantseptakkord (mit kl. Sept aber ohne None), wesentlich spannungsgeladener klingt, im Besonderen wenn es sich bei der None um eine kleine None handelt.
Weitere Beispiele sind hier die Beta-, Gamma- und Delta-Akkorde sowie fünftönige Cluster. Des Weiteren ist es möglich, zu einem Dreiklang eine Sexte und einen weiteren Optionston hinzuzufügen, wie im Notenbeispiel zu sehen ist.